# 크크섬의 비밀
《크크섬의 비밀》은 대한민국의 MBC에서 2008년 7월 21일부터 2008년 10월 3일까지 방영한 드라마로, 미국의 드라마 로스트를 패러디한 작품이다. 코믹 스릴러라는 장르로 《거침없이 하이킥!》의 제작진들이 만든 코믹 시트콤이다.

## 줄거리
서해안의 낙도로 후원물품을 전달하러 인천항에서 배를 타고 가던 중 조난을 당하게 된 자그마한 중견기업 일일 쇼핑의 구매부 직원들의 이야기

## 등장 인물

### 크크섬 사람들
- 신성우: 신 과장(30대 후반) 역

일일쇼핑 구매부 과장. 언더그라운드 뮤지션 출신. 낙하산으로 회사에 들어와 부서원들에게 왕따 비슷한 처지였으나, 무인도에서 놀라운 적응력을 보임. 별명은 ‘테리우스’
- 김선경: 김 부장(40대 초중반) 역

일일쇼핑 구매부 부장. 일밖에 모르는 노처녀로 실수를 용납하지 않는 깐깐하고 얄짤없는 성격. 카리스마가 있지만 골탕먹이기 좋은 스타일. 별명은 '엘리자베스'
- 김광규: 김 과장(40대 초반) 역

일일쇼핑 구매부 과장. 기러기 아빠. 무능하고 허풍만 센 전형적인 40대 한국 남자. 별명은 '람세스'
- 윤상현: 윤 대리(30대 초반) 역

일일쇼핑 구매부 대리. 김 과장의 심복. 아첨과 입담이 몸에 밴 게으르고 약은 전형적인 인간형. 생각없이 산 로또가 당첨되면서 탈출에 대한 불타는 집념을 보임. 이다희를 짝사랑함.
- 심형탁: 심형탁(30대 초반) 역

일일쇼핑 구매부. 표류기를 적고 날짜를 계산하는 등 브레인 역할. 비서실의 김정민과 결혼을 앞두고 있음.
- 이다희: 이다희(20대 중반) 역

일일쇼핑 구매부. 심형탁의 입사 동기. 전형적인 도시인으로 불편한 무인도의 일상에 꼬일대로 꼬인 연애사가 시작, 한때 심형탁과는 연인 사이.
- 김정민: 김정민(20대 중반) 역

일일쇼핑 비서실. 심형탁의 약혼녀. 이다희와 입사동기.
- 김시후: 김시후(20대 후반) 역

대학교 3학년생. 일일쇼핑 구매부 아르바이트생. 재수 없게 신고식 겸 MT에 쫓아왔다 무인도로 떨어짐.
- 채민영: 채민영(20대 중반) 역

일일쇼핑 경리사원. 당차고 똑부러지고 가끔은 엉뚱한 성격. 신 과장을 좋아함.

### 섬 밖 사람들
- 이상원: 이 대리(30대 초반) 역

일일쇼핑 구매부 대리. 사장의 감춰진 심복으로 이 모든 사건을 만들어낸 원흉.
- 안석환: 박해출(40대 후반) 역

일일쇼핑 사장. 진실을 감추고 있는 악덕 기업주. 이&박 한방병원 원장 박해미의 오빠이자 박정수의 아들.
- 이외수: 이 선장(70대) 역

구매부 직원들을 통통배에 싣고 낙도까지 데려갔으며, 극 중 모든 비밀의 키를 쥔 인물. 치매를 앓고 있음.
- 윤서현: 이 형사(30대 중반) 역

실종자들을 찾지만 허탕만 치는 형사. 이 선장의 집에서 하숙중.
- 이항나: 박해출의 아내 역

현재 박해출과의 이혼절차를 밟고 있음.
- 오산하: 이산하 역 - 이 선장의 딸
- 서지영: 서 여사 역

### 특별출연
- 정일우: 이윤호 역 - 외삼촌 박해출에게 친구 김시후의 아르바이트를 부탁하려 옴.

## 결방
- 올림픽 결방

2008년 8월 5일 (화), 8일 (금), 11일 (월)~15일 (금), 18일 (월)~22일 (금)
- 기타 결방

2008년 9월 5일 (금) - 남아공 월드컵 예선중계로 결방
2008년 9월 10일 (수) - 남아공 월드컵 최종예선중계로 결방
2008년 9월 12일 (금) - 추석특집 프로그램 방송으로 결방

## 경쟁 프로그램
- SBS 일일드라마 《애자 언니 민자》: 2008년 4월 21일~2008년 10월 31일